# Chrysosoma gilvipes
Chrysosoma gilvipes är en tvåvingeart som beskrevs av Günther Enderlein 1912. Chrysosoma gilvipes ingår i släktet Chrysosoma och familjen styltflugor. Inga underarter finns listade i Catalogue of Life.